# Mangashtia
Mangashtia es un género de foraminífero bentónico de la subfamilia Cyclopsinellinae, de la familia Cyclolinidae, de la superfamilia Cyclolinoidea, del suborden Cyclolinina y del orden Loftusiida. Su especie tipo es Mangashtia viennoti. Su rango cronoestratigráfico abarca desde el Kimmeridgiense (Jurásico superior) hasta el Turoniense (Cretácico superior).

## Discusión
Clasificaciones previas incluían Mangashtia en el suborden Textulariina y en el orden Textulariida.

## Clasificación
Mangashtia incluye a las siguientes especies:
- Mangashtia egyptiensis †
- Mangashtia viennoti †